# Salitis
Salitis (ou Se-kha-en-Rê) est un souverain de la XVe dynastie. Il prend le titre de roi à Avaris (près de Tanis), qu'il fortifie, et inaugure la XVe dynastie (Hyksôs) durant le règne de Djedhoteprê Dedoumes de la XIIIe dynastie selon Detlef Franke. Il entreprend la conquête de l’Égypte. Après la prise de Memphis il se fait couronner pharaon. Son règne dure de quatorze (selon D. Franke) à vingt ans. Il règne dix-neuf ans d'après Manéthon. Il contrôle directement un territoire allant du sud de la Palestine à Cusae dans la vallée du Nil.
Il délègue une partie de son autorité à des Hyksôs vassaux ou à des collaborateurs égyptiens, qui ne seraient selon certaines sources que de simples gouverneurs.